# Krav Maga
Krav Maga (hebraisk: קרב מגע "kontakt kamp") er et israelsk nærkampsystem (en).

Krav Maga blev grundlagt og udviklet af Imi (Lichtenfeld) Sde-Or (1910–1998) til militære formål, specifikt til Israels Forsvarsstyrker (Israel Defense Forces, IDF) i starten af 1950'erne.
Efterfølgende modificerede Imi Lichtenfeld i 1964 Krav Maga til selvforsvar for civile personer.
Imi Lichtenfeld grundlagde også den israelske organisation, Israeli Krav Maga Association, i 1978.
Da undervisningen af Krav maga begyndte at blive udbredt uden for Israels grænser, voksede behovet for en international organisation. International Krav Maga Federation (IKMF) blev således stiftet i 1997, hvor pensumet også blev rettet til i denne forbindelse. En af grundlæggerne af IKMF og ophavsmændene til det formaliserede pensum dannede senere den globale organisation Krav Maga Global (KMG) der nu er til stede i mere end 65 lande herunder en række skoler i Danmark.
I Danmark er Krav Maga skoler blandt andet organiseret under organisationen Krav Maga Danmark.
I dag trænes Krav Maga inden for forskellige sektorer:
- Militæret
- Civilstanden
- Politiet
- VIP

Krav Maga er repræsenteret på samtlige kontinenter, hvoraf Danmark er et af landene, hvor Krav Maga kan trænes.

### Internationalt
- Officiel hjemmeside for Israeli Krav Maga Association (IKMA) Arkiveret 21. juni 2016 hos  Wayback Machine Grundlagt i 1978 af Imi Lichtenfeld, stifteren af Krav Mega.
- Officiel hjemmeside for International Krav Maga Federation (IKMF).

### Nationalt
- Officel hjemmeside for Krav Maga Danmark (KMDK)
- Officiel hjemmeside for Krav Maga Global Danmark (KMG).